# Завітання
«Завітання» — вірш Лесі Українки.

## Історія
Вперше надруковано в журналі «Зоря», 1889, № 2, стор. 25.
Автограф — ІЛІШ, ф. 2, № 746. У рукописі збірки «На крилах пісень» 1893 р. (ІЛІШ, ф. 2, № 747, стор. 51 — 52) — список поезії рукою Олени Пчілки. Між текстами автографа і списку чимало різночитань. Опущено окремі рядки. Після 33-го рядка автографа йшов текст.
Датується 1888 р. на підставі листа Лесі Українки до брата Михайла (вересень 1888 p.).